# Маринеску, Лучан
Лучан Маринеску (рум. Lucian Marinescu; 24 июня 1972; Бухарест) — румынский футболист, полузащитник.

## Карьера

### Клубная
Начал карьеру в румынских клубах «Решица» и бухарестском «Рапиде». Продолжил карьеру в испанской «Саламанке» и португальских «Фаренсе», «Шавеше», «Академике» из Коимбры. Завершил карьеру в греческом «Акратитосе».

### В сборной
| Матчи и голы Маринеску за сборную Румынии | Матчи и голы Маринеску за сборную Румынии | Матчи и голы Маринеску за сборную Румынии | Матчи и голы Маринеску за сборную Румынии | Матчи и голы Маринеску за сборную Румынии | Матчи и голы Маринеску за сборную Румынии |
| ----------------------------------------- | ----------------------------------------- | ----------------------------------------- | ----------------------------------------- | ----------------------------------------- | ----------------------------------------- |
| №                                         | Дата                                      | Соперник                                  | Счёт                                      | Голы Маринеску                            | Турнир                                    |
| 1                                         | 19 ноября 1997                            | Испания                                   | 1:1                                       | -                                         | Товарищеский матч                         |
| 2                                         | 18 марта 1998                             | Израиль                                   | 0:1                                       | -                                         | Товарищеский матч                         |
| 3                                         | 8 апреля 1998                             | Греция                                    | 2:1                                       | -                                         | Товарищеский матч                         |
| 4                                         | 6 июня 1998                               | Молдавия                                  | 5:1                                       | -                                         | Товарищеский матч                         |
| 5                                         | 15 июня 1998                              | Колумбия                                  | 1:0                                       | -                                         | Финальные матчи ЧМ-1998                   |
| 6                                         | 22 июня 1998                              | Англия                                    | 2:1                                       | -                                         | Финальные матчи ЧМ-1998                   |
| 7                                         | 26 июня 1998                              | Тунис                                     | 1:1                                       | -                                         | Финальные матчи ЧМ-1998                   |
| 8                                         | 30 июня 1998                              | Хорватия                                  | 0:1                                       | -                                         | Финальные матчи ЧМ-1998                   |